# Качарава, Давид
Давид Качарава (груз. დავით კაჭარავა, 16 января 1985, Тбилиси, Грузия) — бывший грузинский регбист, известный по выступлению за клуб «Енисей-СТМ» и сборную Грузии.

## Биография

### Клубная карьера
Первоначально занимался большим теннисом и футболом. В 1993 году попал в секцию регби клуба «Кочеби», где прошел все ступени молодежных команд и в возрасте 18 лет дебютировал в основной команде в рамках Чемпионата Грузии по регби. После Кубка мира по регби 2007 года планировал подписать контракт с «Бастией», но клуб прекратил своё существование. В сезоне 2008 выступал за красноярский «Енисей-СТМ», с которым занял третье место.
После он решил попробовать свои силы во Франции. Играл за команду лиги Федераль 1 (третий дивизион) «Ницца», которая в 2012 году обанкротилась и Давид перешел в клуб «Родез» за который отыграл один сезон. После четырехлетнего перерыва снова возвращается в «Енисей-СТМ». По итогам сезона 2014 года — лучший игрок «тяжелой машины» (в этом году команда выиграла все внутренние награды: Чемпионат России, Кубок России и Суперкубок).
В 2016 году снова становится чемпионом России и по итогам чемпионата попадает в символическую сборную Чемпионата России-2016. По мнению Качаравы, «Енисей-СТМ» является одним из ведущих клубов России. В сезоне 2015/2016 Европейского кубка вызова помог клубу сенсационно обыграть английский «Ньюкасл Фэлконс» 24:7 благодаря двум попыткам.

### Карьера в сборной
В сборной дебютировал 29 апреля 2006 года в матче против Украины. Участник трех Кубков мира: Кубка мира 2007 года, провел две игры против Ирландии и Намибии (отметился попыткой); Кубка мира 2011 года провел все четыре игры против Англии, Шотландии, Румынии, Аргентины; Кубка мира 2015 года против Тонга, Аргентины, Новой Зеландии, Намибии. Чемпион Европы по регби (Кубок Европейских Наций, дивизион «А»): 2011, 2012, 2013, 2014, 2015, 2016.

### Личная жизнь
Есть сын, который занимается футболом (ранее занимался тач-регби). Давид владеет собственным тбилисским барбершопом. Владеет, помимо грузинского и русского, английским, немецким и французским языками.

### Политика
В декабре 2020 года избран в Парламент Грузии.

## Достижения
- Чемпион России: 2014, 2016, 2017, 2018
- Обладатель Кубка России: 2014, 2016, 2017
- Обладатель Суперкубка России: 2014, 2015, 2017
- Обладатель Европейского континентального щита: 2016/2017, 2017/2018